# The Dream Academy
The Dream Academy est un groupe britannique des années 1980. C'est un trio composé de Nick Laird-Clowes (en) (chant, guitare), Gilbert Gabriel (en) (claviers) et Kate St John (en)(hautbois, cor anglais, etc.).
Leur chanson la plus connue est Life in a Northern Town, leur premier single, qui rencontre un grand succès à sa sortie en 1985 : il se classe no 7 des ventes aux États-Unis et no 15 au Royaume-Uni. Leur premier album, sorti la même année, est coproduit par David Gilmour.
Deux chansons de The Dream Academy figurent dans la bande originale du film La Folle Journée de Ferris Bueller (1986) : The Edge of Forever et une reprise instrumentale de Please, Please, Please, Let Me Get What I Want des Smiths.
Leur morceau Power to Believe, dans sa version instrumentale, est utilisée dans la série télévisée Mr. Robot dans l'épisode 4 de la 4e saison.

## Discographie

### Albums studio
- 1985 - The Dream Academy
- 1987 - Remembrance Days
- 1990 - A Different Kind of Weather

### Compilations
- 2024 - Religion, Revolution & Railways: The Complete Recordings (Coffret 7CD : 3 albums studio + remixes, inédits, faces B, versions instrumentales, démos...)

### Singles
- 1985 : Life in a Northern Town - produit par Gilmour
- 1985 : The Edge of Forever
- 1985 : This World
- 1986 : The Love Parade
- 1986 : Please, Please, Please, Let Me Get What I Want - Produit par Gilmour
- 1986 : Indian Summer
- 1987 : The Lesson of Love
- 1987 : Power to Believe
- 1987 : In the Heart
- 1990 : Love
- 1991 : Angel of Mercy